# جون إم. دريك
جون إم. دريك (بالإنجليزية: John M. Drake)‏ هو عسكري أمريكي، ولد في 31 ديسمبر 1830 في سترودسبورغ في الولايات المتحدة، وتوفي في 11 ديسمبر 1913 في بورتلاند في الولايات المتحدة.